# Рейнолдс (окръг, Мисури)
Окръг Рейнолдс (на английски: Reynolds County) е окръг в щата Мисури, Съединени американски щати. Площта му е 2108 km², а населението – 6696 души (2010). Административен център е град Сентървил.
1. ↑  data.census.gov //   Посетен на 1 януари 2022 г.